# Карл-Гайнц Вібе
Карл-Гайнц Вібе (нім. Karl-Heinz Wiebe; 10 квітня 1916, Кіль — 1 грудня 2012) — німецький військовий інженер, капітан-лейтенант-інженер крігсмаріне, корветтен-капітан бундесмаріне. Кавалер Лицарського хреста Залізного хреста.

## Біографія
5 квітня 1935 року вступив на флот. Після проходження офіцерських курсів протягом року служив на навчальному кораблі «Бруммер». В жовтні 1939 року перейшов у підводний флот. З грудня 1939 по серпень 1940 року — головний інженер підводного човна U-9, на якому здійснив 4 походи, з січня 1941 по липень 1942 року — U-67 (4 походи), з лютого 1943 по червень 1944 року — U-178 (2 походи). З червня 1944 по травень 1945 року служив в оперативному відділі штабу головнокомандувача підводним флотом. Після війни служив в бундесмаріне. В 1961 році вийшов у відставку.

## Звання
- Кадет-інженер (25 вересня 1935)
- Фенріх-інженер (1 липня 1936)
- Оберфенріх-інженер (1 січня 1938)
- Лейтенант-інженер (1 квітня 1938)
- Оберлейтенант-інженер (1 жовтня 1939)
- Капітан-лейтенант-інженер (1 вересня 1942)

## Нагороди
- Медаль «За вислугу років у Вермахті» 4-го класу (4 роки; 5 квітня 1939)
- Залізний хрест
  - 2-го класу (18 лютого 1940)
  - 1-го класу (30 травня 1940)
- Нагрудний знак підводника (30 травня 1940)
- Лицарський хрест Залізного хреста (22 травня 1944)